# Illicium macranthum
Illicium macranthum är en tvåhjärtbladig växtart som beskrevs av Albert Charles Smith. Illicium macranthum ingår i släktet Illicium och familjen Schisandraceae. Inga underarter finns listade.

## Bildgalleri

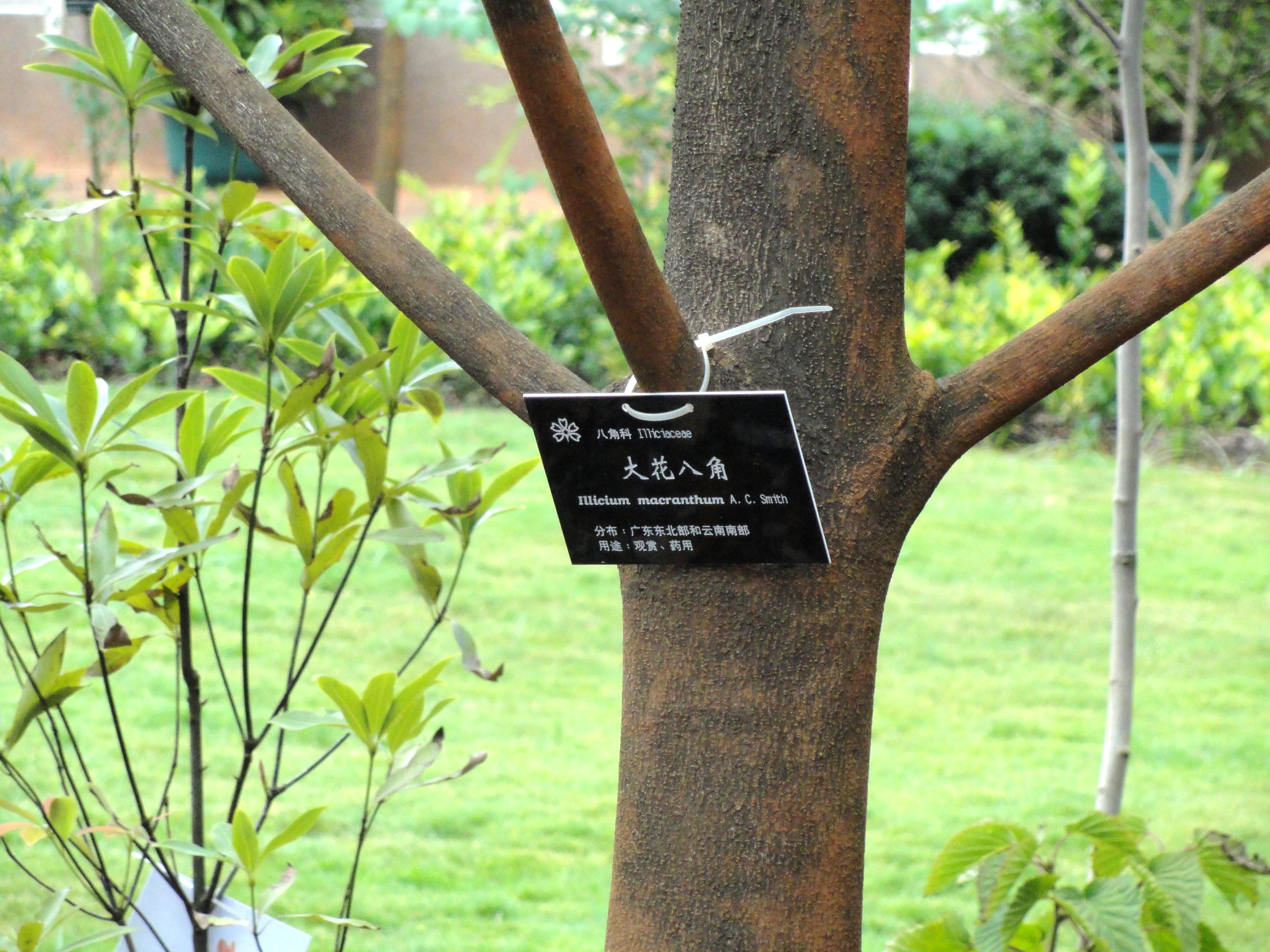